# Nämnden för egenskapsredovisning inom byggfacket
Nämnden för egenskapsredovisning inom byggfacket – ER-nämnden bildades våren 1964. Ordförande var generaldirektör Sixten Larsson.
Nämndens uppgift var att främja och verka för redovisning av egenskaper hos byggvaror samt att bedriva annan därmed sammanhängande verksamhet. Nämnden utarbetade underlag och fastställde regler för redovisning av egenskaper hos byggvaror. Nämnden övertog sina uppgifter från den år 1961 bildade kommittén för egenskapsredovisning.
1964 hade nämnden 22 grupper i arbete för egenskapsredovisning av de nya material som kommit till användning inom byggandet. I nämnden medverkade Statens institut för byggnadsforskning (SIB), Statens provningsanstalt, Sveriges Industriförbund och Svensk Byggtjänst. 
Nämnden gav ut en översättning av CIB report no 3 Master list of properties for building materials and products (utgiven 1964). CIB rekommenderade förteckningen till allmän användning som stomme för information om egenskaper hos byggvaror.
En presentation av av nämnden och dess verksamhet gavs i skrift nr 2. En leverantör som önskade publicera ett ER-blad lämnade intyg på att varan var provad till nämnden, som efter kontroll av uppgifterna kunde sätta en ER-stämpel på bladet. ER-stämplingen innebar dock inte någon kvalitetsgaranti utan var en garanti för att uppgifterna om varan var korrekta.
I ER-nämndens skrift nr 3 gavs riktlinjer för egenskapsredovisningen.
1976 skedde en sammanläggning av ER-nämnden, BSAB och Svensk Byggtjänst.